# C'est toi... le détective
C'est toi... le détective est une série de livres-jeux composée de 6 livres, parue initialement chez Magnard, elle fait partie de la collection C'est toi.

## Composition de la série
1. Imbroglio sur la lagune[1]
2. Concerto pour une vieille dame[2]
3. L'amour des jaguars[3]
4. Trafics à l'anglaise[4]
5. Les Voisins sont au parfum[5]
6. La Ronde des hommes en noir[6]